# マレク・ハインツ
マレク・ハインツ（Marek Heinz, 1977年8月4日 - ）は、チェコ出身の元サッカー選手。現役時代のポジションはフォワード。日本ではしばしばハインツェとも表記される。

## 経歴
ドイツ移籍後は大きな活躍をできずHSVでは高原直泰の加入と同時に放出された。しかし母国に戻った後は得点王を獲得する活躍を見せ代表にも復帰、2006年に開催されたドイツW杯にも出場した。同年11月に招集を受けて以来、代表から招集されずに引退した。

## 所属クラブ
- FKラズネ・ボダネツ 1996-1997
- SKシグマ・オロモウツ 1997-2000
- ハンブルガーSV 2000-2002
- アルミニア・ビーレフェルト 2002-2003
- FKデュクラ・プラハ 2003
- FCバニーク・オストラヴァ 2003-2004
- ボルシア・メンヒェングラットバッハ 2004-2005
- ガラタサライ 2005-2006
- ASサンテティエンヌ 2006-2007
- FCナント 2007-2008
- 1.FCブルノ 2008-2009
- カプフェンベルガーSV 2009-2010
- フェレンツヴァーロシュTC 2010-2011
- SKシグマ・オロモウツ 2011-2013
- →1.SCズノイモ（期限付き移籍） 2013
- 1.HFKオロモウツ 2013-2014
- SCメルク 2014-2015
- 1.HFKオロモウツ 2015-2016

## 代表歴

### 出場大会
- U-21チェコ代表

2000年 - UEFA U-21欧州選手権2000 (準優勝)
- U-23チェコ代表

2000年 - シドニーオリンピック (グループステージ敗退)
- チェコ代表

2004年 - UEFA EURO 2004 (ベスト4)
2006年 - 2006 FIFAワールドカップ (グループステージ敗退)

### 試合数
- 国際Aマッチ 30試合 5得点（2000年 - 2006年）[2]

| チェコ代表 | 国際Aマッチ | 国際Aマッチ |
| 年         | 出場        | 得点        |
| ---------- | ----------- | ----------- |
| 2000       | 1           | 0           |
| 2001       | 1           | 0           |
| 2002       | 0           | 0           |
| 2003       | 2           | 1           |
| 2004       | 14          | 2           |
| 2005       | 7           | 2           |
| 2006       | 5           | 0           |
| 通算       | 30          | 5           |

### 得点
| # | 開催日          | 開催地                                               | 対戦国       | スコア | 結果 | 大会                          |
| - | --------------- | ---------------------------------------------------- | ------------ | ------ | ---- | ----------------------------- |
| 1 | 2003年１1月15日 | テプリツェ、AGCアレーナ                              | カナダ       | 2-0    | 5-1  | 親善試合                      |
| 2 | 2004年6月15日   | アヴェイロ、エスタディオ・ムニシパル・デ・アヴェイロ | ラトビア     | 2-1    | 2-1  | UEFA EURO 2004                |
| 3 | 2004年6月23日   | リスボン、エスタディオ・ジョゼ・アルヴァラーデ       | ドイツ       | 1-1    | 1-2  | UEFA EURO 2004                |
| 4 | 2005年9月7日    | オロモウツ、アンドリュフ・スタディオン               | アルメニア   | 1-0    | 4-1  | 2006 FIFAワールドカップ・予選 |
| 5 | 2005年10月12日  | ヘルシンキ、ヘルシンキ・オリンピックスタジアム       | フィンランド | 0-3    | 0-3  | 2006 FIFAワールドカップ・予選 |